# Viaje al fondo del mar (serie de televisión)
Viaje al fondo del mar (título original en inglés, Voyage to the Bottom of Sea) es una serie de televisión estadounidense, de  aventuras submarinas y ciencia ficción, de la década de 1960 que se basó en el filme homónimo de 1961. Tanto la teleserie como el filme fueron creados por Irwin Allen, que adaptó los estudios de cine, la indumentaria, los modelos de efectos especiales y, a veces, hasta el metraje para su utilización en la producción de series de televisión. Viaje al fondo del mar fue la primera de cuatro series de ciencia ficción en televisión realizadas por Allen, siendo las otras El túnel del tiempo, Perdidos en el espacio y Tierra de gigantes. El tema principal del programa se enfocaba en aventuras submarinas a bordo del submarino Seaview.

## Emisión

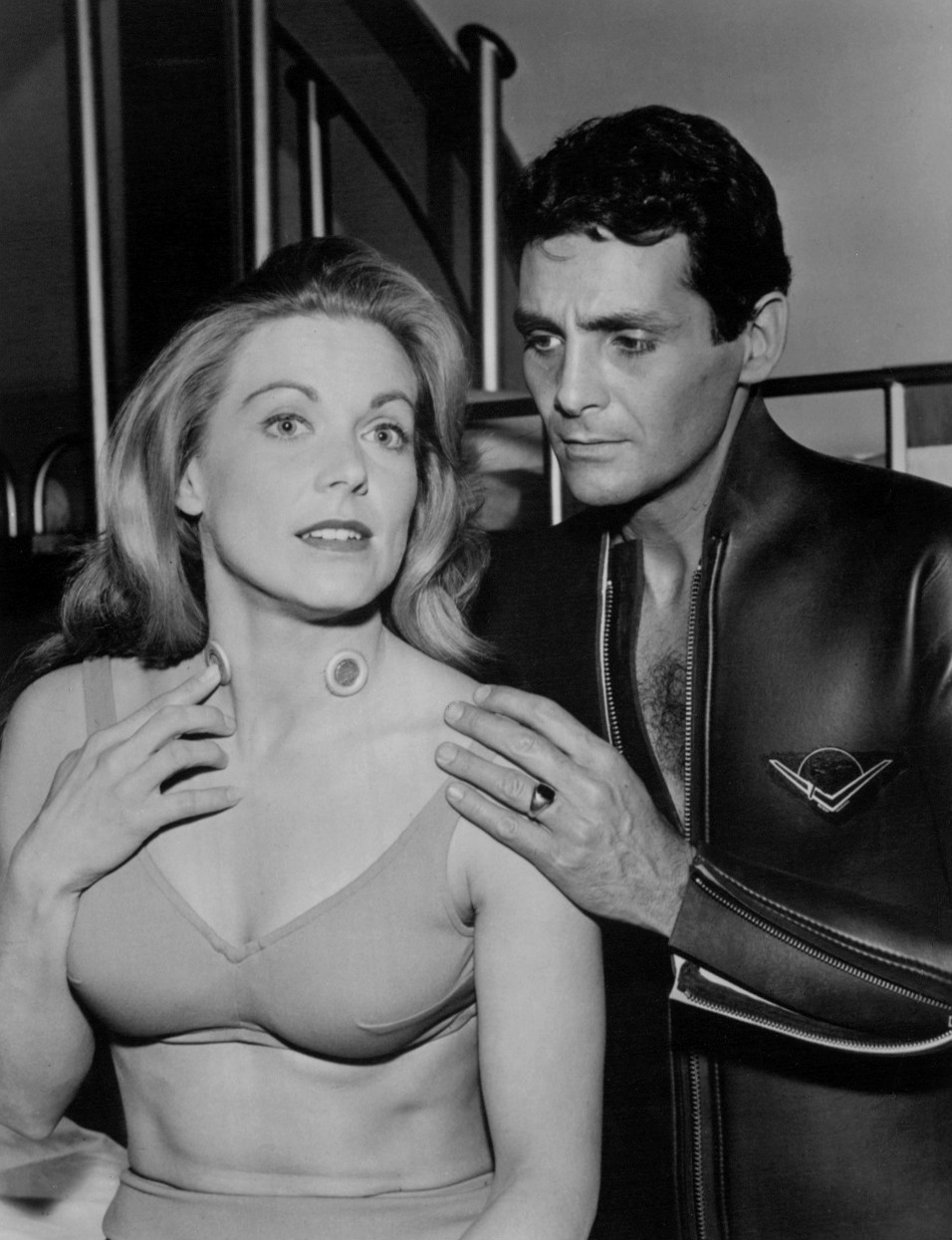
Descripción:Foto de David Hedison y Zale Parry de la serie de televisión Viaje al fondo del mar.

Esta serie fue transmitida por la red de televisión ABC en Estados Unidos desde el 14 de septiembre de 1964 al 31 de marzo de 1968, lo que la convirtió en la serie estadounidense de ciencia ficción en televisión que conservó a sus personajes originales por más tiempo durante ese decenio. De los 110 episodios producidos, 32 fueron emitidos en blanco y negro (1964–65) y 78 en TV. color (1965–68). Las primeras dos temporadas estaban ambientadas en el entonces futuro decenio de 1970; las dos restantes, ya en color, se situaron en el de 1980. Los protagonistas principales fueron Richard Basehart y David Hedison.

## Sinopsis
Esta serie cuenta las aventuras fantásticas, futuristas y alguna vez terroríficas y paranormales del submarino nuclear experimental Seaview y su tripulación. Diseñado y construido por el almirante Harriman Nelson (Richard Basehart) es dirigido por el capitán Lee Crane (David Hedison) en vez del capitán John Phillips, que fue asesinado durante el episodio "piloto" o preliminar de la serie. El submarino es un instrumento de investigación oceanográfica al servicio del Instituto Nelson de Investigación Marina, con base en Santa Bárbara (California), donde a veces atraca el submarino en una base subterránea secreta excavada en la roca. En él se embarca (temporada 2) un pequeño vehículo en forma de platillo, el Aero Sub, con capacidad para dos personas ampliable. Otros equipos del Neptuno son minisubmarinos, una campana de buceo (una especie de batiscafo llamado batisfera) y un potente rayo láser. Las partes principales del Seaview son visibles: la cabina principal con sus ventanas al mar y que puede aislarse con contraventanas o cortinas metálicas en caso de riesgo de colisión, la cabina central, el periscopio, la sala del reactor nuclear, la cantina, el consultorio del médico, la prisión, la cabina de Nelson, el lanzamisiles y la sala de proyectiles, el laboratorio del acuario Nelson y la sala de transformadores. El submarino cuenta con dos niveles y muchos pasillos, escaleras y conductos de ventilación que se utilizan regularmente. La misión oficial es explorar lo más secreto y recóndito de los siete mares, pero su misión secreta es defender el planeta de todas las amenazas naturales, extraterrestres, militares y paranormales que entonces podían concebirse. 
La acción transcurre en los años 1970 y 1980. En teoría, el Seaview y su tripulación no son militares, pero a menudo actúan como tales. La situación estratégica evoca la Guerra Fría, pero el enemigo nunca se identifica claramente y, por ejemplo, los científicos rusos pueden colaborar con Nelson. En las dos primeras temporadas, las intrigas son relativamente elaboradas y variadas, pues que alternan el thriller, las tramas de espionaje, aventura, ciencia ficción, etc. mientras que en las últimas dos temporadas las tramas a menudo son más simples, con apariciones regulares de "monstruos" diversos.

## Influencia y legado
En España, se publicó una adaptación a historieta con el título de Aventura en el fondo del mar dentro del semanario Tele Color en 1965.